# Elecciones presidenciales de Guinea-Bisáu de 2005
Las elecciones presidenciales se celebraron en Guinea-Bisáu el 19 de junio de 2005, con una segunda vuelta el 24 de julio. Las elecciones marcaron el final de una transición al gobierno democrático después de que el gobierno previamente elegido fuera derrocado en un golpe militar en septiembre de 2003 dirigido por el general Veríssimo Correia Seabra, muerto al año siguiente. El resultado fue una victoria para el expresidente y candidato independiente João Bernardo Vieira.

## Antecedentes
Después del golpe, un gobierno civil fue nominado para supervisar la transición y juró el 28 de septiembre de 2003. Henrique Rosa fue nombrado presidente interino luego de conversaciones con líderes militares, políticos y de la sociedad civil, mientras que Artur Sanhá, del Partido de la Renovación Social (PRS) fue nombrado primer ministro.
El 28 de marzo de 2004 tuvo lugar una elección legislativa, demorada en numerosas ocasiones durante la presidencia de Kumba Ialá. La elección fue declarada libre y justa por los observadores electorales y el expartido gobernante, el Partido Africano por la Independencia de Guinea y Cabo Verde (PAIGC), ganó una pluralidad de escaños. El partido de Ialá, el PRS, quedó en segundo lugar, seguido por el Partido Socialdemócrata Unido (PUSD). El líder del PAIGC, Carlos Gomes Júnior, asumió el cargo de Primer Ministro en mayo de 2004.
El período de transición fue de mayor estabilidad política y nacional. El gobierno provisional logró mejorar el historial de derechos humanos de Guinea-Bissau.
La mayor amenaza para la estabilidad se produjo el 6 de octubre de 2004 cuando un motín de soldados, instigado por salarios no pagados, se tornó violento. El general Veríssimo Correia Seabra y su teniente fueron asesinados por los soldados rebeldes. A pesar de este revés, las tensas relaciones entre el gobierno y los militares mejoraron con la firma de un memorando de entendimiento.

## Candidatos
El 10 de mayo de 2005, el Tribunal Supremo publicó la lista de candidatos que disputarían las elecciones. A tres candidatos previamente excluidos se les permitió disputar la elección y aparecieron en la lista final de candidatos publicada el 18 de mayo. Los 13 candidatos fueron:
- Adelino Mano Queta - Independiente
- Antonieta Rosa Gomes - Foro Cívico Guineano-Democracia Social (FCG-SD). Disputó las elecciones presidenciales de 1994 y ganó el 1.79% de los votos.
- Aregado Mantenque Té - Partido de los Trabajadores (PT)
- Paulino Empossa Ié - Independiente
- Faustino Imbali - Partido Manifiesto del Pueblo (PMP). Primer Ministro de marzo a diciembre de 2001.
- Francisco Fadul - Partido Socialdemócrata Unido (PUSD). Primer Ministro del 3 de diciembre de 1998 al 19 de febrero de 2000.
- Mamadú Iaia Djaló - Independiente
- Idrissa Djaló - Partido de la Unidad Nacional (PUN)
- João Bernardo "Nino" Vieira - Independiente. Presidente de 1980 a 1999. Al igual que Ialá, fue excluido de la política nacional durante cinco años, pero su candidatura fue aprobada por la Corte Suprema.
- João Tátis Sá - Partido Popular de Guinea (PPG)
- Kumba Ialá - Partido de la Renovación Social (PRS). Disputó las primeras elecciones democráticas del país en 1994, perdiendo ante el titular João Bernardo Vieira, y ganó las elecciones de 1999/2000. Se desempeñó como presidente desde el 17 de febrero de 2000 hasta su destitución por parte de los militares en septiembre de 2003. Su nominación fue controvertida porque el gobierno de transición anunció una prohibición de cinco años a las actividades políticas para los exlíderes tras el golpe. A pesar de esto, la Corte Suprema aprobó su candidatura.
- Malam Bacai Sanhá - Partido Africano para la Independencia de Guinea y Cabo Verde (PAICG). Se desempeñó como presidente interino del 14 de mayo de 1999 al 17 de febrero de 2000. Sanhá se postuló en las elecciones presidenciales anteriores, celebradas el 28 de noviembre de 1999 y quedó en segundo lugar con el 23,37% de los votos frente al 38,81% de Kumba Ialá. En la segunda vuelta celebrada el 16 de enero de 2000, fue derrotado por Ialá, que recibió el 72% de los votos.
- Mário Lopes da Rosa - Independiente

Diplomáticos y analistas políticos estimaron que la participación de los dos expresidentes Vieira e Ialá podía exacerbar las tensiones entre los grupos étnicos y los militares que podrían desestabilizar el país. El expresidente Vieira tenía una relación problemática con las fuerzas armadas. El expresidente Ialá, por otro lado, tenía una reputación muy pobre entre los posibles países donantes e instituciones financieras, como el Fondo Monetario Internacional y el Banco Mundial que habían congelado la ayuda al país durante su presidencia. Tenía una cantidad considerable de apoyo del grupo étnico balanta que dominaba el ejército, pero tenía poco apoyo de los otros grupos.
Cuatro candidatos que fueron aprobados para tomar parte de las elecciones se retiraron en las semanas previas a los comicios; Abubacar Baldé del PNUD, Iancuba Indjai del PST (que posteriormente declaró su apoyo a Malam Bacai Sanhá), el candidato independiente Ibraima Sow (que respaldó a Vieira) y Salvador Tchongó del RGB-MB.

## Campaña
El 2 de julio, Ialá anunció su apoyo a la candidatura de Vieira en la segunda vuelta. Llamó a Vieira "un símbolo de la construcción del estado guineano y de la unidad nacional porque proclamó nuestra independencia en las colinas de Boe" y dijo que podía "confiar en él para defender nuestra independencia nacional, para oponerse al neocolonialismo, a construir la república y promover la paz, la estabilidad y, sobre todo, la reconciliación nacional". Dada la aguda hostilidad de Ialá hacia Vieira en años anteriores, este respaldo fue visto como sorprendente por muchos, y se informó que hubo una insatisfacción significativa con la decisión entre los partidarios de Ialá.
Se ha alegado que la campaña de reelección de Vieira fue financiada en parte por narcotraficantes colombianos, que utilizaban Guinea-Bissau como ruta de tránsito para transportar drogas a Europa.

## Desarrollo
La votación tuvo lugar pacíficamente en la primera vuelta el 19 de junio. El jefe de elecciones de la Unión Europea, Johan Van Heck, dijo que su grupo no observó irregularidades importantes y agregó: "Tenemos la impresión de que en todo el país todos han tenido la oportunidad de expresarse sin ser intimidados". Al día siguiente, Van Heck elogió el hecho de que "las fuerzas militares se abstuvieron de intervenir en el proceso y más bien ayudaron a llevar a cabo la elección". El observador de la UE agregó: "Más del 90 por ciento de los colegios electorales estaban en pleno funcionamiento una hora después de su apertura, y la votación secreta estaba garantizada".
El 22 de junio, los conteos provisionales pusieron a Sanhá en primer lugar, seguido por Vieira e Ialá en tercer lugar. Los miembros del Partido para la Renovación Social (PRS) de Ialá consideraron los resultados "falsos". Dos días después, al menos dos personas murieron cuando la policía disparó gases lacrimógenos y balas vivas contra una multitud de partidarios de Ialá, que protestaban por los resultados publicados.
A partir del 25 de junio, el presidente senegalés Abdoulaye Wade sostuvo reuniones separadas con los tres candidatos principales; Wade dijo que estaba mediando a pedido de la Comunidad Económica de los Estados de África Occidental (CEDEAO) y que no estaba interfiriendo en los asuntos de Guinea-Bissau. Kumba Ialá, hablando en una conferencia de prensa en Dakar el 27 de junio, aceptó los resultados "en interés de la paz y la estabilidad", aunque todavía sostuvo que había recibido la mayor cantidad de votos. Según Ialá, ganó el 38%, Sanhá ganó el 28% y Vieira ganó el 26%; alegó que los votos fueron manipulados para que su total fuera a Sanhá y el total de Sanhá a Vieira. También el 27 de junio, Vieira prometió "respetar el veredicto de las urnas", al igual que Sanhá, quien se describió a sí mismo como "un hombre de paz y estabilidad".

## Resultados
Los resultados finales de la primera ronda se dieron a conocer el 25 de junio. Malam Bacai Sanhá recibió el 35,45% de los votos, João Bernardo "Nino" Vieira ganó el 28,87% y Kumba Ialá el 25,00%. Otros diez candidatos dividieron los votos restantes. El jefe de la comisión electoral, Malam Mané, hizo "un fuerte llamado a la moderación y el espíritu público". La participación electoral para la primera ronda se ubicó en el 87.3%.
El 28 de julio, la comisión electoral informó que Vieira había obtenido 20,000 votos más que Sanhá en la segunda vuelta, sin embargo, los resultados fueron "provisionales" ya que el PAIGC exigió un recuento, citando irregularidades en la capital y en el oeste. Después de que se anunciaron los resultados provisionales, Vieira elogió a su rival Sanha, lo llamó demócrata y dijo que esperaba que ayudara a unificar el país; También prometió que "a partir de hoy, Guinea-Bissau cambiará en la dirección correcta". Sin embargo, un portavoz de Sanha alegó fraude.
| Candidato                          | Partido                                                       | Primera vuelta | Primera vuelta | Segunda vuelta | Segunda vuelta |
| Candidato                          | Partido                                                       | Votos          | %              | Votos          | %              |
| ---------------------------------- | ------------------------------------------------------------- | -------------- | -------------- | -------------- | -------------- |
| Malam Bacai Sanhá                  | Partido Africano para la Independencia de Guinea y Cabo Verde | 158,276        | 35.45          | 196,759        | 47.65          |
| João Bernardo Vieira               | Independiente                                                 | 128,918        | 28.87          | 216,167        | 52.35          |
| Kumba Ialá                         | Partido de la Renovación Social                               | 111,606        | 25.00          |                |                |
| Francisco Fadul                    | Partido Socialdemócrata Unido                                 | 12,733         | 2.85           |                |                |
| Aregado Mantenque Té               | Partido de los Trabajadores                                   | 9,000          | 2.02           |                |                |
| Mamadú Iaia Djaló                  | Independiente                                                 | 7,112          | 1.59           |                |                |
| Mário Lopes da Rosa                | Independiente                                                 | 4,863          | 1.09           |                |                |
| Idrissa Djaló                      | Partido de Unidad Nacional                                    | 3,604          | 0.81           |                |                |
| Adelino Mano Quetá                 | Independiente                                                 | 2,816          | 0.63           |                |                |
| Faustino Imbali                    | Partido Manifiesto del Pueblo                                 | 2,330          | 0.52           |                |                |
| Paulino Empossa Ié                 | Independiente                                                 | 2,215          | 0.50           |                |                |
| Antonieta Rosa Gomes               | Foro Cívico Guineano-Democracia Social                        | 1,642          | 0.37           |                |                |
| João Tátis Sá                      | Partido Popular Guineano                                      | 1,378          | 0.31           |                |                |
| Votos nulos/en blanco              | Votos nulos/en blanco                                         | 25,350         | –              | 10,052         | –              |
| Total                              | Total                                                         | 471,843        | 100            | 422,978        | 100            |
| Votantes registrados/participación | Votantes registrados/participación                            | 538,471        | 87.63          | 538,472        | 78.55          |
| Fuente: African Elections Database |                                                               |                |                |                |                |